# Jeanne Aubert
Jeanne Aubert (nata Jeanne Perrinot; Parigi, 21 febbraio 1900 – Coubert, 6 marzo 1988) è stata un'attrice e cantante francese.

## Biografia
Nata a Parigi con il nome di Jeanne Perrinot, da un padre aristocratico e da un'ex-fioraia, fu inserita dalla madre nello show business. A cinque anni, Marguerite iniziò a recitare sul palco del Théâtre du Châtelet. A 18 anni apparve in una produzione di Mistinguett al Casino de Paris. 
Cambiato nome in Jane Aubert, nel 1929 debuttò in un film muto, La Possession, che venne visionato da Nelson Morris a Chicago, Illinois, un multi-milionario dell'industria della carne. I due si conobbero, si trasferirono negli Stati Uniti e si sposarono, ma il loro matrimonio non durò a lungo. Nel maggio 1937, Morris sopravvisse al disastro dell'Hindenburg.
Aubert cominciò a lavorare alle commedie musicali di Broadway fino a che non apparve nella commedia The Gem Of The Ocean. Nel 1935 ritornò nella natia Francia dove recitò in numerosi film. Nel 1937 ritornò sui palcoscenici parigini, rappresentando vari varietà musicali assieme alla celebrata cantante Fréhel. Aubert prese parte a vari show a Londra e in altre città europee. Per i successivi 15 anni la sua carriera si sviluppò attraverso film, musical e anche ruoli televisivi.
Jeanne Aubert morì nel 1988 e fu sepolta nel Cimitero parigino di Pantin, un sobborgo fuori Parigi.

## Filmografia parziale
- La Possession, regia di Léonce Perret (1929)
- Miraggio (Mirages), regia di Alexandre Ryder (1938)
- Il capitano della legione (Sénéchal le magnifique), regia di Jean Boyer (1957)
- Mia moglie, le modelle ed io (L'Amour est un jeu), regia di Marc Allégret (1957)
- Codice segreto (Les Ennemis), regia di Édouard Molinaro (1962)
- Un mondo nuovo (Un Monde nouveau), regia di Vittorio De Sica (1966)